# Eric Pettersson
Erik Bertil Pettersson, född 1 februari 1929 i Stockholm, död 28 december 2005 i Barkarby, Järfälla kommun, var en svensk ekonom och ämbetsman.
Pettersson diplomerades som civilekonom från Handelshögskolan i Stockholm 1956 och var ekonom vid LO 1957–1969. Han blev departementsråd vid Industridepartementet 1969 och var planeringschef där 1969–1973. Pettersson var generaldirektör för Statens Industriverk 1973–1983 och för Fortifikationsverket 1983–1989.